# Бібліотека № 142 для дітей (Київ)
Бібліотека № 142 для дітей Голосіївського району міста Києва.

## Адреса
03191 м. Київ, вул. Композитора Лятошинського, 26-г

## Характеристика
Площа приміщення бібліотеки — 283 м², книжковий фонд — 13,0 тис. примірників. Щорічно обслуговує 3,2 тис. користувачів, кількість відвідувань за рік — 29,0 тис., книговидач — 62,0 тис. примірників.

## Історія бібліотеки
Бібліотека заснована у 1988 році.

## До послуг користувачів
- обслуговування в читальній залі;
- доступ до інформаційних ресурсів через мережу Інтернет;
- доступ до електронного каталогу;
- консультативна допомога бібліографа;
- тематичні бібліографічні ресурси з актуальних питань;
- віртуальні презентації;
- творчі акції, зустрічі з цікавими людьми;
- дні інформації, презентації, бібліографічні огляди тощо.
- інформаційне забезпечення освітньо-виховної та культурної сфери;
- виховання культури читання та інформаційної культури;
- можливість розкрити свої акторські таланти, беручи участь у ляльковому театрі «Теремок».

## Галерея
|  |  |  |  |

## Партнеры
Партнери бібліотеки: дитяча художня школа № 9, дитяча музична школа № 38, органи самоврядування району, соціальна служба у справах дітей та молоді, загальноосвітні заклади тощо.